# Baraibar
Baraibar est une commune située dans la municipalité de Larraun de la communauté forale de Navarre, dans le Nord de l'Espagne.
Cette commune se situe dans la zone bascophone de la Navarre. Elle est située dans la mérindade de Pampelune, à 36km de Pampelune. Sa population en 2020 était de 81 habitants, sa superficie est de 14,65km² et sa densité de population est de 5,12 hab/km².

## Géographie
La commune de Baraibar est située dans la partie sud-ouest de la municipalité de Larraun. La commune est limitrophe, au nord, de la commune d'Albiasu, à l'est, de Iribas, au sud, de la commune de Uharte-Arakil et à l'ouest, de la commune d'Errazkin et le Massif d'Aralar.
| Errazkin                       | Albiasu       | Lecumberri |
| Errazkin et le Massif d'Aralar | Baraibar      | Iribas     |
| Massif d'Aralar                | Uharte-Arakil | Iribas     |

## Démographie
| 2000 | 2001 | 2002 | 2003 | 2004 | 2005 | 2006 | 2008 | 2009 |
| ---- | ---- | ---- | ---- | ---- | ---- | ---- | ---- | ---- |
| 87   | 86   | 80   | 84   | 86   | 86   | 87   | 77   | 73   |

| 2010 | 2011 | 2012 | 2013 | 2014 | 2015 | 2016 | 2017 | 2018 |
| ---- | ---- | ---- | ---- | ---- | ---- | ---- | ---- | ---- |
| 69   | 78   | 82   | 77   | 75   | 78   | 79   | 78   | 78   |

| 2019 | 2020 | 2021 | - | - | - | - | - | - |
| ---- | ---- | ---- | - | - | - | - | - | - |
| 80   | 81   | 83   | - | - | - | - | - | - |